# Échame sifón
Échame sifón es el cuarto álbum de estudio de la banda viguesa Aerolíneas Federales.
Fue editado por DRO en 1989 y supuso el último en el que participó Coral Alonso durante aquella etapa, hasta la edición en 2012 de su último trabajo Hasta el final... y más allá - Demos 1983 - 1993 donde vuelve a estar reincorporada a la banda.
Es un disco principalmente de rock y punk, aunque también tiene canciones de corte eminentemente pop.

## Lista de canciones
- "En pelotas". - 3:00
- "Nena, hazle caso a mi corazón". - 3:21
- "Seguro que gano yo". - 2:50
- "Lárgate". - 2:01
- "Quiero rock'n'roll". - 2:50
- "Tú volarás". - 2:30
- "Puede que te vaya mal". - 1:31
- "Mucho whisky y rock'n'roll". - 2:21
- "A la vez". - 3:01
- "Échame sifón". - 2:51
- "Soy una intelectual". - 2:41
- "Cerca de ti". - 2:25
- "Baila balacona". - 2:20
- "Ponte a tope". - 3:10
- "Te fuiste con otra". - 2:14
- "Comenzar otra vez". - 3:00
- "Vamos a poner (las cosas claras de una vez)". - 2:31